# Geffen Records
Geffen Records és una companyia discogràfica fundada el 1980 per l'empresari David Geffen, que ja havia fundat Asylum Records en els anys 70. Els seus primers fitxatges van ser Donna Summer i John Lennon, del que va publicar el seu àlbum Double Fantasy poc abans que fos assassinat.

## Història
Durant els anys 80 va fitxar a diversos artistes com Elton John, Cher, Don Henley, Joni Mitchell, Neil Young i Peter Gabriel. Cap a finals dels 80 es va començar a conèixer a la companyia com promotora del hard rock gràcies, majorment, a l'èxit imparable d'una de les seves majors apostes: Guns N' Roses i el seu disc Appetite for Destruction, i la tornada d'uns renovats Aerosmith, després del seu infern amb les drogues, amb els reeixits Permanent Vacation i Pump.
Això va empènyer a Geffen Records a crear DGC Records, una marca subsidiària que s'enfocava en el rock alternatiu i que durant els anys 90 va ser bàsica, ja que va assumir importants riscos, fitxant a bandes de rock desconegudes en el mainstream, però que durant la dècada arribarien a un enorme èxit de vendes. El fulgurant èxit de Nirvana amb el seu àlbum Nevermind, va sorprendre a tota la indústria, i als propis grup i companyia, per sorpresa, inciant-se des d'aquest moment una autèntica revolució en el mercat discogràfic, que centrava la seva atenció en la recerca i promoció de grups de grunge i rock alternatiu, mentre el món es trobava sumit en una espècie de Nirvana-mania.
La posterior adquisició de Geffen per Polygram el 1998, la va convertir en una marca molt més corporativa i gens arriscada, cessant les activitats de DGC Records.
Alguns artistes actuals d'aquest segell són, per exemple, Ashlee Simpson, Nelly Furtado i Blink 182.

## Artistes
- Sonic Youth (tanmateix «The Eternal», 2009, fou editat a Matador)
- Nirvana
- Hole
- Beck Hansen
- Counting Crows
- The Misfits
- Weezer
- Elastica
- Siouxsie and The Banshees
- Olivia Rodrigo